# Da Vinci’s Demons/Episodenliste
Diese Episodenliste enthält alle Episoden der US-amerikanisch-britischen Historienserie Da Vinci’s Demons, sortiert nach der US-amerikanischen Erstausstrahlung. Die Fernsehserie umfasst derzeit drei Staffeln mit 28 Episoden.

## Übersicht
| Staffel | Episodenanzahl | Erstausstrahlung USA | Erstausstrahlung USA | Deutschsprachige Erstausstrahlung | Deutschsprachige Erstausstrahlung |
| Staffel | Episodenanzahl | Staffelpremiere      | Staffelfinale        | Staffelpremiere                   | Staffelfinale                     |
| ------- | -------------- | -------------------- | -------------------- | --------------------------------- | --------------------------------- |
| 1       | 8              | 12. April 2013       | 7. Juni 2013         | 17. April 2013                    | 12. Juni 2013                     |
| 2       | 10             | 22. März 2014        | 31. Mai 2014         | 30. März 2014                     | 1. Juni 2014                      |
| 3       | 10             | 24. Oktober 2015     | 26. Dezember 2015    | 25. Oktober 2015                  | 27. Dezember 2015                 |

## Staffel 1
Die Erstausstrahlung der ersten Staffel war vom 12. April bis zum 7. Juni 2013 auf dem US-amerikanischen Kabelsender Starz zu sehen. Die deutschsprachige Erstausstrahlung sendete der deutsche Pay-TV-Sender FOX vom 17. April bis zum 12. Juni 2013.
| Nr. (ges.) | Nr. (St.) | Deutscher Titel | Originaltitel  | Erstausstrahlung USA | Deutschsprachige Erstausstrahlung (D) | Regie              | Drehbuch                                                                | Zuschauer (USA) |
| ---------- | --------- | --------------- | -------------- | -------------------- | ------------------------------------- | ------------------ | ----------------------------------------------------------------------- | --------------- |
| 1          | 1         | Der Gehängte    | The Hanged Man | 12. Apr. 2013        | 17. Apr. 2013                         | David S. Goyer     | David S. Goyer                                                          | 1,05 Mio.       |
| 2          | 2         | Die Schlange    | The Serpent    | 19. Apr. 2013        | 24. Apr. 2013                         | David S. Goyer     | David S. Goyer & Scott M. Gimple                                        | 0,51 Mio.       |
| 3          | 3         | Der Gefangene   | The Prisoner   | 26. Apr. 2013        | 1. Mai 2013                           | Jamie Payne        | Handlung: Scott M. Gimple, Schauspiel: Scott M. Gimple & David S. Goyer | 0,38 Mio.       |
| 4          | 4         | Der Zauberer    | The Magician   | 3. Mai 2013          | 8. Mai 2013                           | Jamie Payne        | David S. Goyer & Jami O’Brien                                           | 0,42 Mio.       |
| 5          | 5         | Das Urteil      | The Tower      | 10. Mai 2013         | 15. Mai 2013                          | Paul Wilmshurst    | Joe Ahearne                                                             | 0,46 Mio.       |
| 6          | 6         | Der Teufel      | The Devil      | 17. Mai 2013         | 22. Mai 2013                          | Paul Wilmshurst    | Brian Nelson & Marco Ramirez                                            | 0,55 Mio.       |
| 7          | 7         | Der Hierophant  | The Hierophant | 31. Mai 2013         | 5. Juni 2013                          | Michael J. Bassett | Sarah Goldfinger & Corey Reed                                           | 0,45 Mio.       |
| 8          | 8         | Die Liebenden   | The Lovers     | 7. Juni 2013         | 12. Juni 2013                         | Michael J. Bassett | Handlung: David S. Goyer Schauspiel: Brian Nelson & Corey Reed          | 0,38 Mio.       |

## Staffel 2
Die Erstausstrahlung der zweiten Staffel war vom 22. März bis zum 31. Mai 2014 auf dem US-amerikanischen Kabelsender Starz zu sehen. Die deutschsprachige Erstausstrahlung sendete der deutsche Pay-TV-Sender FOX vom 30. März bis 1. Juni 2014.
| Nr. (ges.) | Nr. (St.) | Deutscher Titel           | Originaltitel            | Erstausstrahlung USA | Deutschsprachige Erstausstrahlung (D) | Regie             | Drehbuch                                                                         |
| ---------- | --------- | ------------------------- | ------------------------ | -------------------- | ------------------------------------- | ----------------- | -------------------------------------------------------------------------------- |
| 9          | 1         | Der Saft des Lebens       | The Blood of Man         | 22. März 2014        | 30. März 2014                         | Charles Sturridge | David S. Goyer & Corey Reed                                                      |
| 10         | 2         | Das Blut der Brüder       | The Blood of Brothers    | 29. März 2014        | 30. März 2014                         | Charles Sturridge | David S. Goyer & Corey Reed                                                      |
| 11         | 3         | Die Reise der Verdammten  | The Voyage of the Damned | 5. Apr. 2014         | 6. Apr. 2014                          | Peter Hoar        | Brian Nelson                                                                     |
| 12         | 4         | Am Ende der Welt          | The Ends of the Earth    | 12. Apr. 2014        | 13. Apr. 2014                         | Charles Sturridge | Marco Ramirez                                                                    |
| 13         | 5         | Die Sonne und der Mond    | The Sun and the Moon     | 19. Apr. 2014        | 20. Apr. 2014                         | Jon Jones         | Dan Hess & Corey Reed                                                            |
| 14         | 6         | Das Seil der Toten        | The Rope of the Dead     | 26. Apr. 2014        | 27. Apr. 2014                         | Jon Jones         | David S. Goyer & Matt Fraction                                                   |
| 15         | 7         | Das Gewölbe des Himmels   | The Vault of Heaven      | 3. Mai 2014          | 4. Mai 2014                           | Peter Hoar        | Brian Nelson & Marco Ramirez                                                     |
| 16         | 8         | Der Sturz vom Himmel      | The Fall From Heaven     | 10. Mai 2014         | 11. Mai 2014                          | Peter Hoar        | Jonathan Hickman & Corey Reed                                                    |
| 17         | 9         | Die Feinde der Menschheit | The Enemies of Man       | 17. Mai 2014         | 18. Mai 2014                          | Justin Molotnikov | Handlung: Brian Nelson & Marco Ramirez Schauspiel: Allison Moore & Marco Ramirez |
| 18         | 10        | Die Sünden des Dädalus    | The Sins of Daedalus     | 31. Mai 2014         | 1. Juni 2014                          | Peter Hoar        | Handlung: Brian Nelson & Corey Reed Schauspiel: Corey Reed & Marco Ramirez       |

## Staffel 3
Im Mai 2014 verlängerte der Kabelsender Starz die Serie um eine dritte Staffel.
| Nr. (ges.) | Nr. (St.) | Deutscher Titel              | Originaltitel                 | Erstausstrahlung USA | Deutschsprachige Erstausstrahlung (D) | Regie        | Drehbuch                        |
| ---------- | --------- | ---------------------------- | ----------------------------- | -------------------- | ------------------------------------- | ------------ | ------------------------------- |
| 19         | 1         | Die große Schlacht           | Semper Infidelis              | 24. Okt. 2015        | 25. Okt. 2015                         | Peter Hoar   | John Shiban                     |
| 20         | 2         | Flucht aus Otranto           | Abbadon                       | 31. Okt. 2015        | 1. Nov. 2015                          | Peter Hoar   | Amy Berg                        |
| 21         | 3         | Blutige Spuren               | Modus Operandi                | 7. Nov. 2015         | 8. Nov. 2015                          | Alex Pillai  | Jesse Alexander                 |
| 22         | 4         | In den Fängen des Labyrinths | The Labrys                    | 14. Nov. 2015        | 15. Nov. 2015                         | Alex Pillai  | Will Pascoe                     |
| 23         | 5         | Der Seelenjäger              | Anima Venator                 | 21. Nov. 2015        | 22. Nov. 2015                         | Mark Everest | Kevin McManus & Matthew McManus |
| 24         | 6         | Der freie Wille              | Liberum Arbitrium             | 28. Nov. 2015        | 29. Nov. 2015                         | Mark Everest | Jennifer Yale                   |
| 25         | 7         | Die Rückkehr                 | Alis Volat Propriis           | 5. Dez. 2015         | 6. Dez. 2015                          | Colin Teague | Liz Sagal                       |
| 26         | 8         | Das Bekenntnis der Maschine  | La Confessione Della Macchina | 12. Dez. 2015        | 13. Dez. 2015                         | Colin Teague | Jesse Alexander                 |
| 27         | 9         | Der Racheengel               | Angelus Iratissimus           | 19. Dez. 2015        | 20. Dez. 2015                         | Peter Hoar   | Amy Berg                        |
| 28         | 10        | Der Zorn Gottes              | Ira Deorum                    | 26. Dez. 2015        | 27. Dez. 2015                         | Peter Hoar   | John Shiban                     |